# Achaemenes hyleorias
Achaemenes hyleorias är en insektsart som beskrevs av Rauno E. Linnavuori 1973. Achaemenes hyleorias ingår i släktet Achaemenes och familjen kilstritar. Inga underarter finns listade i Catalogue of Life.